# Bixadus sierricola
Bixadus sierricola là một loài bọ cánh cứng trong họ Cerambycidae.